# Bồn bồn
Bồn bồn hay dang, mạng quả (danh pháp: Ormocarpum cochinchinense) là một loài thực vật có hoa trong họ Đậu. Loài này được (Lour.) Merr. miêu tả khoa học đầu tiên.